# Hollenstein (Familienname)
Hollenstein ist ein Familienname.

## Namensträger
- Andrin Hollenstein (* 1997), Schweizer Unihockeyspieler
- August Hollenstein (1920–2003), Schweizer Sportschütze
- Denis Hollenstein (* 1989), Schweizer Eishockeyspieler
- Ernst Hollenstein (1909–1998), österreichischer Fußballspieler, -trainer und -funktionär
- Felix Hollenstein (* 1965), Schweizer Eishockeyspieler und -trainer
- Hans Hollenstein (Radsportler) (* 1929), Schweizer Radrennfahrer
- Hans Hollenstein (* 1949), Schweizer Politiker (CVP)
- Josef Hollenstein (1863–1949), österreichischer Politiker (CSP)
- Konrad Hollenstein (* 1971), deutscher Schauspieler und Buchautor
- Lorenz Hollenstein (* 1945), Schweizer Archivar und Historiker
- Marianne Hollenstein (* 1964), Schweizer Künstlerin und Bühnenbildnerin
- Michael Hollenstein (* 1984), Schweizer Nordischer Kombinierer
- Oliver Hollenstein (* 1985), deutscher Journalist und Buchautor
- Pascal Hollenstein  (* 1971), Schweizer Journalist und Chefredaktor
- Pia Hollenstein (* 1950), Schweizer Politikerin (Grüne)
- Pius Hollenstein (1907–1974), österreichischer Turner
- Reto Hollenstein (* 1985), Schweizer Radrennfahrer
- Stephanie Hollenstein (1886–1944), österreichische Malerin